# Dornier Cs II
Die Dornier Cs II Delphin ist ein in den 1920er Jahren von den Dornier-Werken in Seemoos am Bodensee entworfenes Ganzmetall-Flugboot.

## Entwicklung
Die Dornier Delphin wurde von Claude Dornier ab Anfang 1920 entworfen. Der Bau verzögerte sich aufgrund des im Versailler Vertrages festgelegten Produktionsverbot von Luftfahrzeugen und konnte erst nach dessen Auslaufen ab Juli des Jahres in Seemoos durchgeführt werden. Ein Prototyp wurde aufgelegt, der die Werknummer 21 erhielt und am 24. November 1920 von Karl Lesch erstmals geflogen wurde. Die ersten Versuche ergaben einige Schwierigkeiten beim Startvorgang, die aber durch eine Verlängerung des Bugs beseitigt werden konnten. Die weitere Erprobung ergab gute bis sehr gute Flugeigenschaften und am 16. April 1921 wurde die Cs II vom Dornier-Werkspiloten Ulrich Niemeyer in Rotterdam öffentlich vorgeflogen. Die Präsentation war erfolgreich, denn das Flugboot wurde von der niederländischen Firma Van Berkel erworben und später an die US-Marine weiterverkauft, die ihm die Nummer A 6055 zuwies. Es wurde anschließend aufgrund der neuartigen Metallbauweise genau untersucht und dabei vermutlich vollständig auseinandergenommen. Die Flächenholme befinden sich heute im Glenn H. Curtiss Museum in Hammondsport.
Ab Frühjahr 1921 begann der Bau von vier weiteren Cs II mit den Werknummern 25–28, bei denen der Bootsrumpf verlängert und verstärkt wurde. Der Motor wurde etwas mehr nach vorn gesetzt und das Seitenleitwerk vergrößert. Die Besatzungskabine wurde vergrößert, um Platz für einen links neben dem Flugzeugführer sitzenden Bordtechniker zu schaffen. Zur besseren Unterscheidung wurde der Prototyp als Delphin 1920 und die überarbeitete Ausführung als Delphin 1921 bezeichnet. Als aber im Juni/Juli des Jahres weitere Flugzeugbauverbote in Kraft traten, wurde der Bau an dreien der Flugboote eingestellt; lediglich die zum größten Teil vollendete Wnr. 25 wurde auf die schweizerische Seite des Bodensees nach Rorschach gebracht und konnte dort fertiggestellt werden. Dort wurde sie am 2. Juli 1921 kurzzeitig als CH 58 für die Schweizer Fluggesellschaft Ad Astra registriert, was aber schon am 18. des Monats mit dem Verkauf nach Japan rückgängig gemacht wurde. Die Übergabe an die japanische Marine zog sich aber noch bis zum Februar 1922 hin. Wie schon bei der amerikanischen Seite lag auch beim japanischen Militär das Interesse hauptsächlich auf dem Studium der Ganzmetallkonstruktion der Cs II.
Der Weiterbau der anderen Flugzeuge wurde erst Anfang 1922 durch die Eröffnung des Dornier-Zweigwerkes in Marina di Pisa, Italien, möglich gemacht, wohin die Baugruppen der Nr. 26 und 27 überführt und als Werknummern 14 und 15 bis zum Sommer komplettiert wurden. Die in Deutschland gebliebene Nr. 28 wurde zu einem nicht näher bekannten späteren Zeitpunkt fertiggestellt und bis Februar 1924 zum Prototyp der „Delphin II“ umgebaut, wie auch 1925 die rücküberführte Wnr. 15, die frühere Nr. 27. Ein Flugboot, entweder die Wnr. 27 oder 28, wurde mit einer teilweise überdachten Besatzungskabine versehen und im Juli und August 1923 auf der Internationalen Luftfahrtausstellung (ILUG) in Göteborg ausgestellt.

## Konstruktion
Die Cs II war ein halbfreitragender Schulterdecker in Ganzmetall-Schalenbauweise. Der im Querschnitt rechteckige Rumpf bestand aus Rahmenspanten mit tragender Außenbeplankung aus Duraluminium und Schottwänden. Der Boden war im Bugbereich stark gekielt, zweistufig und mit kleinen Schutzkufen stabilisiert. Der hintere Bereich war zum Heck hin stark hochgezogen. An den Seiten befanden sich in abgetrennte Sektionen aufgeteilte Flossenstummel im 3°-Winkel. In Rumpf und Flossen gab es insgesamt zehn wasserdicht abgeschottete Bereiche. Das mit einem Stirnkühler ausgestattete Triebwerk befand sich in einem vorgebauten Motorträger vor der offenen Besatzungskabine ohne Doppelsteuer für Flugzeugführer und Bordwart; dahinter war im unteren Bereich der Kraftstofftank eingebaut und darüber befand sich der Gepäckraum. Es folgte die mit vier großen Fenstern je Seite versehene, luxuriös ausgestattete Fluggastkabine.
Die Delfin war mit einer rechteckigen Tragfläche, bestehend aus zwei Stahlholmen mit durch doppelte Querriegel aus Duraluminium verbundenen Stahlgurten, ausgestattet, die seitlich am Rumpf angeschlossen war und durch je zwei Profilstahlstreben je Seite an den Flossenstummeln abgestützt wurde. Die Verkleidung bestand aus mit U-Profilen in Strömungsrichtung versteifen Duraluminiumplatten.
Das rechteckige Leitwerk war freitragend ausgeführt und auf das Heckende aufgesetzt, das Seitenruder besaß einen Hornausgleich.

## Technische Daten

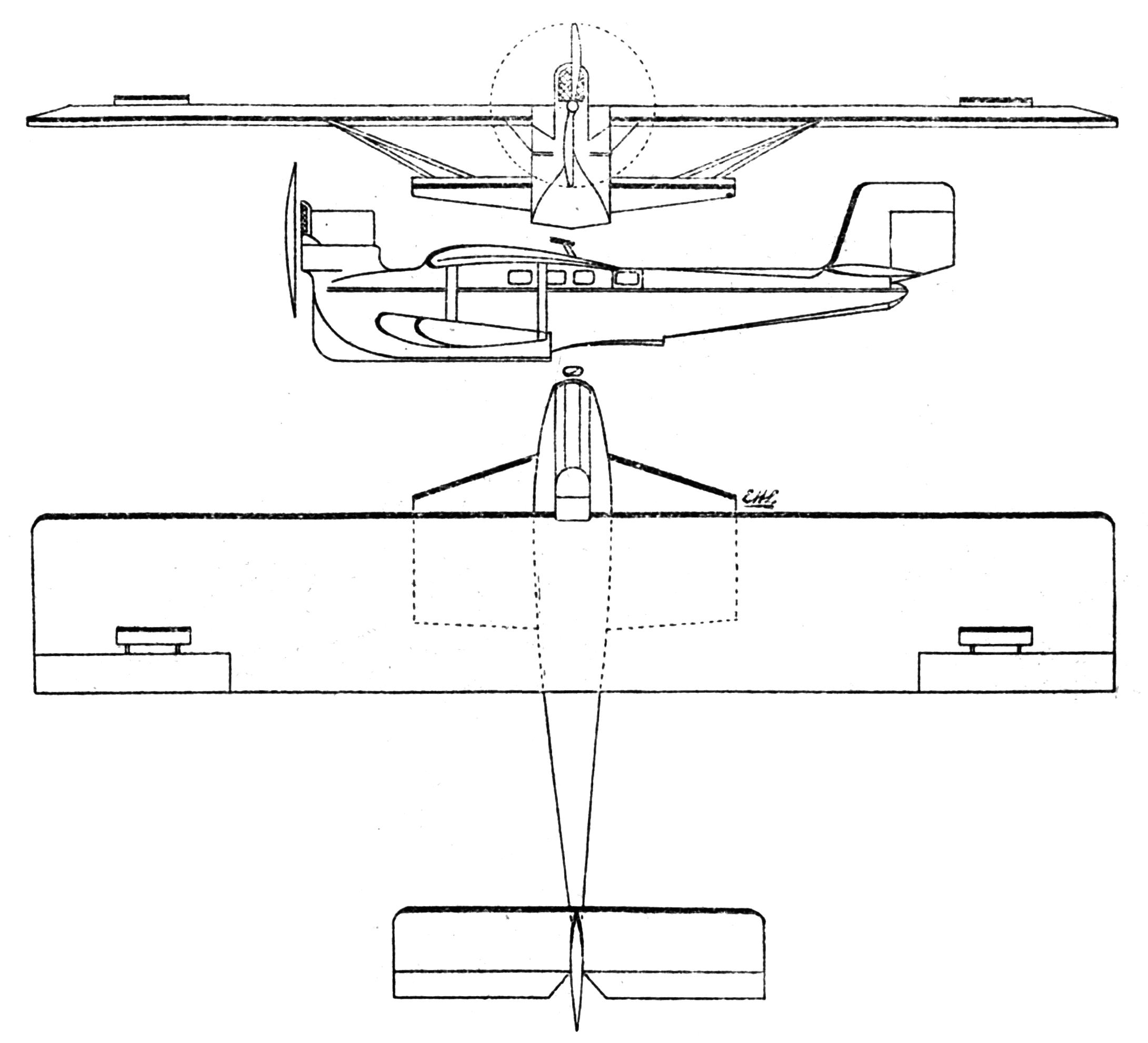
Dreiseitenansicht

| Kenngröße                                | Daten                                                                                                 |
| ---------------------------------------- | --- |
| Besatzung                                | 1–2                                                                                                   |
| Passagiere                               | 4–6                                                                                                   |
| Spannweite                               | 17,10 m                                                                                               |
| Länge                                    | 11,50 m                                                                                               |
| Höhe                                     | 3,10 m                                                                                                |
| Flügelfläche                             | 49 m²                                                                                                 |
| Rüstmasse                                | 1450 kg                                                                                               |
| Zuladung                                 | 750 kg                                                                                                |
| Startmasse                               | 2200 kg                                                                                               |
| Antrieb                                  | ein wassergekühlter Sechszylinder-Viertakt-Reihenmotor                                                |
| Typ                                      | BMW IIIa                                                                                              |
| Startleistung Nennleistung Dauerleistung | 260 PS (191 kW) bei 1580/min 185 PS (136 kW) bei 1410/min 160 PS (118 kW) bei 1300/min in 3200 m Höhe |
| Kraftstoffvorrat                         | 300 l                                                                                                 |
| Höchstgeschwindigkeit                    | 150 km/h in Bodennähe 133 km/h in 2000 m Höhe                                                         |
| Reisegeschwindigkeit                     | 120 km/h in Bodennähe                                                                                 |
| Steigzeit                                | 16 min auf 1000 m Höhe 35 min auf 2000 m Höhe 58 min auf 3000 m Höhe                                  |
| Gipfelhöhe                               | 4200 m                                                                                                |
| Reichweite                               | 900 km mit 4 Passagieren 450 km/h mit 6 Passagieren                                                   |
| Flugdauer                                | 6 h mit 4 Passagieren 3 h mit 6 Passagieren                                                           |